# Bathyarca philippiana
Bathyarca philippiana är en musselart som först beskrevs av Henry Joseph Pierre Nyst 1848.  Bathyarca philippiana ingår i släktet Bathyarca och familjen Arcidae. Inga underarter finns listade i Catalogue of Life.